# 2C-I
2C-I è una fenetilammina psichedelica facente parte della famiglia delle 2C. Fu sintetizzato per la prima volta da Alexander Shulgin e descritto nel suo libro del 1991 PiHKAL. Il composto viene usato in modo ricreativo per i suoi effetti psichedelici ed empatogeni ed è a volte viene confuso con l'analogo 25I-NBOMe.